# Papel de fumar

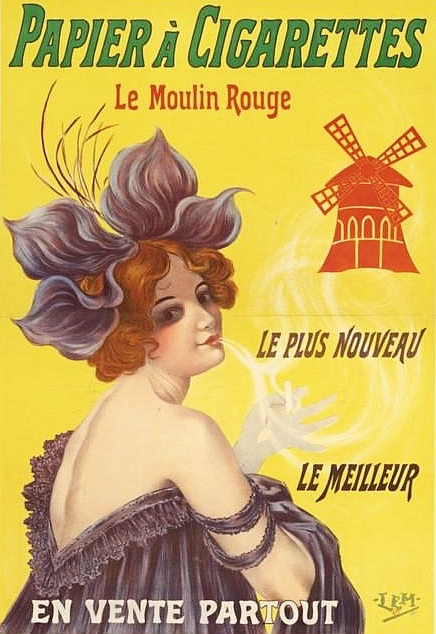
Anuncio de una marca de papel de fumar (1902).

Un papel de fumar o papel de liar es un papel que se utiliza para liar cigarrillos. El papel de fumar tiene un extremo engomado, con un gramaje que oscila entre 12 y 25 g/m² en función de su composición, marcas y usos. 
Por su finura, el papel de fumar se puede utilizar en un máquina herramienta, para ayudar al operador cuando tiene que tarar la herramienta (con la superficie de trabajo).

## Historia
Los primeros registros de papelerías en Europa se crean en España, concretamente en Alcoy, una localidad alicantina, donde en 1154 se comienza a fabricar el “papel de tinta” fabricado principalmente con fibra y celulosa que se obtenían de cáñamo, arroz, todo tipo de ropa (especialmente fibras de algodón), no empleándose únicamente para el tabaco. Gracias a los fabricantes españoles se extendió por Europa y América.
La mayoría de las fábricas de papel a finales del siglo XIX se concentraba en la Comunidad Valenciana y Cataluña.
En Francia se popularizó a partir del año 1796 cuando Napoleón Bonaparte encargó que se produjera papel de fumar para sus tropas al fabricante de papel Pierre de Lacroix.

## Aditivos
El papel de fumar fabricado contiene aditivos que se utilizan para controlar la combustión del cigarrillo.
- Carbonato de calcio
- Fosfato
- Nitrato
- Tartrato